# Bob Verbeeck
Bob Verbeeck (* 5. srpna 1960) je bývalý belgický atlet, běžec.

## Sportovní kariéra
Startoval na olympiádě v Los Angeles, kde skončil v běhu na 5000 metrů v semifinále. V následující sezóně skončil na halovém mistrovství světa šestý v běhu na 3000 metrů. Jeho největším úspěchem byl v stejné sezóně titul halového mistra Evropy na této trati.